# ホテル ヘルヘイム
『ホテル ヘルヘイム』は、西修による日本の漫画作品。
『ジャンプスクエア』（集英社）2013年10月号の第1回SQ. NEXT CUPを受賞し、2014年11月号から2015年9月号まで連載された。話数単位は「○号室」。

## あらすじ
かつては冥界一、栄光ある老舗ホテルの『ホテル ヘルヘイム』。しかし、当時と比べれば見る影もなく廃業寸前のホテルに変わり果ててしまいながらも、従業員として働く少女・メイは、生前・死後共に超一流ホテルマンとして名を馳せた、伝説のホテルマン・田中と出会い、田中は「ホテル ヘルヘイムを冥界ーのホテルにしてみせる」と宣言、そしてひょんなことからメイがホテルの支配人になることになった。

## 登場人物

### ホテル ヘルヘイム
田中（たなか）
本作の主人公。
生前・死後のどちらにおいても、伝説として語り継がれる超一流ホテルマン。冥界では数百年前に行方をくらましていたが、ヘルヘイムの支配人に派遣されメイ達の前に現れた。
その正体は、かつて誰にも必要とされず死亡した少年が閻魔大王の気まぐれによって転生したというもの。ただし、この時彼は死ぬ運命ではなく、死に瀕した赤ん坊の身代わりにその魂を回収に来た地獄の死者（のちのヘルヘイム支配人）に己の魂を差し出したが、使者が適当にやってしまったその行為は本来はタブーであった。使者が慌てて隠蔽してどうしようかと思案していた所で魂の入った瓶を誤って落としてしまい、何の因果か病床に付していた当時の閻魔大王の元へたどり着いた。
この際、「誰かの役に立ちたい」という献身の精神に共感を抱いた閻魔大王から力の一部を受け取っており、転生した後は少年ながら旅館らしき場所で遺憾なくその力を振るった（転生時に現在のような顔になった）。世界中のホテルを救った後は、その献身の精神を生かせる場所を求め、彼を誘いに来たヘルヘイム支配人に従って地獄へと赴いたのだった。その為、人間として寿命を全うしていない。なお、田中という名前は閻魔大王が口にしていた「彼方」という言葉をうわ言のように繰り返していたためについた。
後代の閻魔大王たちには一部であろうと当時の閻魔大王の意思であろうと関係なく、力を奪っていった簒奪者として忌み嫌われており、その行方を追われている。しかし、彼らに誤算をしており、実は老いて病床に付した上に田中との出会いを夢だと思いこんでいた閻魔大王は彼に力の大半を彼に渡してしまっていた。かねてから閻魔大王たちは、力を奪い返そうと彼を捕らえていたのだが、力量差のせいで圧倒されて逆に洗脳されている様子。閻魔大王を洗脳してまで誰かの役に立ちたいという姿勢は、作中の当代閻魔大王に「献身狂い」と評された。
瞳と髪の色は黒。好きなものはせまい所、緑茶、抹茶。習性はよくわからない物はとりあえず触る（触って大丈夫なら友達）。

メイ
本作のヒロイン。ホテル ヘルヘイムの支配人の孫。
ヘルヘイムの従業員だったが、支配人によってヘルヘイムの新しい支配人になった。幼い頃、煌びやかなヘルヘイムに憧れて、ヘルヘイムの従業員となることを夢見ていた。
ヘルヘイムの廃れた現状を知り、落ち込んでいた。
田中のことが気になっているらしく、彼には近くにいてほしい様子。
瞳と髪の色はダークピンク。好きなものはお昼寝、和菓子。最近の悩みはこけしを見ると体が固まる。
副支配人
ホテル ヘルヘイムの副支配人。あまり経営に積極的でない印象を受ける。面倒なことはメイに任せてしまう傾向がある。
瞳と髪の色は金・黒紫。好きなものは高価なもの、かたい食べ物。信条は「時は金なり 隙見て稼げ」。
ベヘモット
ホテル ヘルヘイムの料理長で、料理における能力は最高。厨房及びレストランを自らの国とし、客が神なら自身は王であると豪語する。
瞳と髪の色は黒（時々金）・金。好きなものは創作全般、水泳、バイク。頭脳は興味のあること以外は残念。計算はりんごで説明してあげないと理解できない。
かつてコストは度外視し、客に無茶な作法を押しつけるような暴君だったが、田中に改心させられた。
ヘルヘイム
巨大金庫で保管されていた、ホテル「ヘルヘイム」の化身のような存在。ホテルを操縦することができ、ホテルの状態が健康状態、支配人の力が自身の力に直結している。

### フローリスト
リヴァルウ
フローリストの団長。戦いと宝物を好み、狩りの邪魔をした者には冷酷な制裁を加える。血の気は多いが、筋を通せば和解する度量も持っている。
二天道楽（にてんどうらく）
フローリストの｢狩り｣と｢創作｣を超一流にこなす達人。田中の元コンビだが、田中との戦いを何より望んでいる。｢御上り｣という、死後冥界用に肉体を授かった元人間。

### その他の人物
冥王のチーフ（本名不明）
ホテル 冥王のチーフ。傲慢な性格で、感情が高ぶると蝿に酷似した怪物に変貌するが、田中に一蹴された。
ヴィヴィアン
ヴォラクスカジノ代表取締役の娘。
瞳と髪の色は赤・濃紺。好きなものは賭け事、運転、果物。
驚異的に運を高める家宝｢アンデュラハン｣に依存する形で田中とギャンブルをするが、家宝に見放され敗北。心を入れ替え、努力することに。
ヴォラーノ
ヴォラクスカジノ代表取締役。ラビット連合名誉会員の一人。
好きなものは家族、度数の高いお酒。

## 用語・舞台
冥界
本作の舞台のひとつ。様々な種族が暮らす世界。協定が存在するため、住民は基本的に仲良し。また、天界や地獄よりも広い世界で、情報交換ができる交流地。
中でも冥界は三層の中継地であり、各界の交流地で、中心には閻魔大王が住む閻魔殿があり、その周辺は総じて「中央」と呼ばれ、「冥界の桃源郷」とも言われている。
天界
神や天使、亡者の暮らす世界。
地獄
亡者や鬼、獄卒達の暮らす世界

### ホテル
ホテル ヘルヘイム
本作の舞台となるホテル。
かつては冥界ー栄光ある有名な老舗ホテルだったが、何らかの経緯で現在は見る影もなく廃れ、田中から「最低最悪」、「キングオブダメホテル」と呼ばれるほどに廃業寸前だったが、数百年前に行方不明になった支配人が“救世主”として、田中を派遣するものの、（半ば強制的に）従業員にして孫のメイに支配人としての跡を継がせた。
ホテル 冥王
冥界でも1、2を争うトップクラスの高級ホテル。「徹頭徹尾 美目秀麗」を信条とする。しかし裏では富裕層重視が裏目に出て、経営状態が年々悪化している模様。田中は冥王の先々々代当主（チーフ曰く、「あんなボケた変人ジジイ」）とは親しかった。

## 書誌情報
- 西修 『ホテル ヘルヘイム』 集英社〈ジャンプ・コミックス〉、全3巻
  1. 2015年1月10日第1刷発行（1月5日発売[集 1]）、ISBN 978-4-08-880286-2
  2. 2015年5月6日第1刷発行（5月1日発売[集 2]）、ISBN 978-4-08-880358-6
  3. 2015年9月9日第1刷発行（9月4日発売[集 3]）、ISBN 978-4-08-880475-0
- 西修 『ホテル ヘルヘイム』 秋田書店〈少年チャンピオンコミックス〉、上下巻
  1. 2019年12月6日発売、ISBN 978-4-253-22514-4
  2. 2020年1月8日発売、ISBN 978-4-253-22515-1

## 前身
ホテル・ヘルヘイム
『ジャンプスクエア』2013年10月号に掲載された。